# Fulton megye (Pennsylvania)
Fulton megye az Amerikai Egyesült Államokban, azon belül Pennsylvania államban található. Megyeszékhelye és legnagyobb városa McConnellsburg. Lakosainak száma 14 556 fő (2020. április 1.). Fulton megye Huntingdon, Franklin, Washington, Allegany és Bedford megyékkel határos.

## Népesség
A megye népességének változása:
| Lakosok száma | 14 870 | 14 778 | 14 748 | 14 670 | 14 629 | 14 556 |
|               | 2010   | 2011   | 2012   | 2013   | 2015   | 2020   |